# New Providence (district)
Le District de New Providence est l'un des 32 districts  des Bahamas, qui est à la fois le plus peuplé d'entre eux et le seul à être directement administré par le gouvernement central.
Les limites du district et la ville de Nassau, la capitale du pays, se confondent.
Il comprend non seulement l'île de New Providence qui constitue l'essentiel de son territoire, ainsi que les îles environnantes comme :
- Paradise Island
- Athol Island
- Salt Cay
- Sun Cay
- Silver Cay
- Rooster Cay
- Sandals Cay
- Goulding Cay
- Potter's Cay
- Arawak Cay
- Rose Island